# Irena Charvátová
Irena Charvátová (13. září 1942 Praha – 25. ledna 2008 Praha) byla česká scenáristka, dramaturgyně a spisovatelka. V roce 1983 absolvovala na FAMU – katedra dramaturgie a scenáristiky. Od konce sedmdesátých let pracovala ve Filmovém studiu Barrandov v scenáristickém oddělení, kde zůstala až do změny režimu roku 1989. Je autorkou autobiografické knihy o strastiplném dětství a vyrůstání bez rodičů Než člověk vyroste (1987). 

## Život
Narodila se 13. září 1942 v Praze, o své rodiče ale brzy přišla: její otec padl ve válce a matka zahynula v koncentračním táboře v Osvětimi.  Od dvou do deseti let žila v adoptivní rodině, poté až do dospělosti v dětském domově v Dobřichovicích a v Mladé Boleslavi. Od mala se zajímala o literaturu a herectví a účastnila se mnoha recitačních soutěží. V roce 1953 se přestěhovala do internátu v Semilech, kde se zaučovala v místní textilní továrně Kolora.
Vystřídala mnoho zaměstnání, mimo jiné se krátce živila jako herečka ve Vinohradském divadle v Praze. Kvůli nechtěnému těhotenství musela hereckou kariéru opustit, vydělávala si jako uklízečka v panelácích na Jižním městě v Praze a ve filmových komparzech. Krátce studovala herectví na DAMU.
V roce 1968 nastoupila do Filmového studia Barrandov, nejprve jako klapka, pak na pozici sekretářky produkce. V roce 1977 se dostala do scenáristického oddělení, kde pracovala až do roku 1989. Mezitím také studovala na FAMU, obor dramaturgie a scenáristiky – absolvovala v roce 1983.
V roce 1987 vydala autobiografický román Než člověk vyroste, ve kterém se vrací k svému strastiplnému dětství v dětských domovech. Mimo film psala náměty i pro několik televizních inscenací a rozhlasových her, publikovala v denním tisku. V letech 1990 až 2000 pracovala jako vedoucí odboru školství a kultury v Obvodním úřadě Praha 9.
Byla dvakrát vdaná, podruhé za herce Jiří Hálka. Její jediný syn z prvního manželství Petr Hruška (nar. 1962) je povoláním divadelní režisér a dramaturg. Irena Charvátová zemřela po krátké nemoci 25. ledna 2008. 

## Dílo
Literární a scenáristickou tvorbu Ireny Charvátové spojuje téma realismu zobrazení citového dospívání mládeže a konfrontace se světem dospělých. Do svého díla vkládá motivy z vlastního mládí. Film Housata (1979, režie Karel Smyczek) je první adaptací jejího scénáře. Mladé protagonistky tragikomického příběhu spolu žijí v internátu textilního učňovského střediska a společně prožívají první lásky.
V druhé realizaci jejího scénáře, ve filmu Hadí jed (1981, režie František Vláčil) je protagonistkou dívka, která se po matčině smrti rozhodne vyhledat nikdy nepoznaného otce. Ten ale není po tolika letech odloučení schopen navázat emoční pouto.
Třetí scénář filmu Skleněný dům (1981, režie Vít Olmer) je psychologické drama o citově traumatizované chovance dětského domova, která se emočně upne na školní vychovatelku. Poslední filmovou spoluprací v Barrandově pro Charvátovou bylo drama Mezek (1985, režie Vladimír Drha), ve kterém se mladý vychovatel neúspěšně snaží působit na své svěřence z hornického učiliště. Film Mezek je vnímán jako kritické zachycení stavu normalizační československé společnosti.
Za scenáristickou a literární tvorbu byla několikrát oceněna – mimo jiné na 22. mezinárodním festivalu neorealistických filmů Avellino v Itálii, a to hlavní cenou Laceno d’oro za nejlepší scénář pro filmy Hadí jed a Skleněný dům.

## Filmografie
- 1979 Housata, režie Karel Smyczek

- 1981 Hadí jed, režie František Vláčil

- 1981 Skleněný dům, režie Vít Olmer

- 1985 Mezek, režie Vladimír Drha

Československá televize:
- 1985 Lucie a Marta, režie Jiří Bělka

- 1986 Kozel a Zahradníček, režie Vladimír Drha

- 1988 Ten zázračný dotek lásky, režie Marcel Dekanovský[6]